# Mário Soares
Mário Alberto Nobre Lopes Soares (Lisszabon, 1924. december 7. – Lisszabon, 2017. január 7.) portugál politikus, Portugália miniszterelnöke (1976–1978, 1983–1985) és köztársasági elnöke (1986–1996).

## Élete
A Lisszaboni Egyetemen 1951-ben történelem és filozófiatudományi, majd 1957-ben jogi végzettséget szerzett. António Salazar diktatúrájának az ellensége volt, emiatt tizenkétszer került börtönbe, összesen közel három évre. 1968-ban São Tomé szigetére vonult önkéntes száműzetésbe, majd hazatért, de 1970-től ismét elhagyta Portugáliát. Először Rómában élt, de végül Franciaországban telepedett le. 1973-ban itt alapította meg a Szocialista Pártot. 
A diktatúrát megdöntő 1974-es szegfűs forradalom után tért vissza hazájába. 1974–75-ben külügyminiszterként támogatta a gyarmatok függetlenségét és ennek folyamatát felügyelte is. Először 1976 és 1978 között volt miniszterelnök, majd 1983 és 1985 között ismét kormányfő lett. 1986. március 10-én köztársasági elnökké választották. Két választási cikluson át volt Portugália államfője egészen 1996-ig. A portugál parlamentnek 2004-ig volt a tagja.